# Mikael Lindberg
Mikael Lindberg, född 1983, är en svensk bandyspelare som spelar för IFK Kungälv.
Lindberg lämnade moderklubben Ale Surte BK 2001 för IFK Kungälv. Säsongen 2004/2005 gick han till IFK Vänersborg och spelade i Allsvenskan säsongen 2004/2005. Säsongen 2005/2006 kom Lindberg tillbaka till IFK Kungälv och blev utsedd till lagkapten. Säsongen 2008/2009 vann han interna skytteligan med 17 gjorda mål. Han debuterade i landslaget i oktober 2011 med två träningsmatcher mot Ryssland i Kazakstan och blev då IFK Kungälvs första landslagsman sedan 1996.

## Klubbar
- 1988-2001 Ale Surte BK
- 2001-2004 IFK Kungälv
- 2004-2005 IFK Vänersborg
- 2005- IFK Kungälv